# همیشه در خیال
همیشه در خیال (به انگلیسی: Still on My Mind) پنجمین آلبوم استودیویی از خواننده اهل بریتانیا دایدو است، که در ۸ مارس ۲۰۱۹ ازطریق بی‌ام‌جی منتشر شد. این نخستین آلبوم استودیویی دایدو از زمان دختری که ول کرد و رفت در سال ۲۰۱۳ است. آلبوم با سه تک‌آهنگ پشتیبانی شد.